# Pentti Saaritsa
Pentti Saaritsa, né le 29 décembre 1941 à Helsinki et mort le 9 avril 2024 dans la même ville, est un poète et traducteur finlandais.
Son œuvre, volontiers ironique mais aussi intimiste, associe méditation sur la vie et la condition humaine à des thèmes inspirés des convictions politiques de l'auteur. Sa poésie entend ainsi dessiner un horizon pour l'homme où dominent le sens de la compassion et les appels à la fraternité. 
Il est aussi traducteur d'auteurs sud-américains et notamment de Borges et de Gabriel García Márquez.

## Prix littéraires
- Prix national de littérature
- Prix de l'ours traduisant
- Prix Nuori Aleksis , 2000